# Communauté de communes du Val d'Amour
La Communauté de communes du Val d'Amour est une communauté de communes française située dans le département du Jura, en Franche-Comté, dans la région administrative Bourgogne-Franche-Comté.

## Composition
La communauté de communes est composée des 24 communes suivantes :

| Nom                | Code Insee | Gentilé       | Superficie (km2) | Population (dernière pop. légale) | Densité (hab./km2) |
| ------------------ | ---------- | ------------- | ---------------- | --------------------------------- | ------------------ |
| Chamblay (siège)   | 39093      | Chamblaysiens | 13,82            | 423 (2022)                        | 31                 |
| Augerans           | 39026      | Augerantis    | 8,05             | 186 (2022)                        | 23                 |
| Bans               | 39037      |               | 3,92             | 181 (2022)                        | 46                 |
| Belmont            | 39048      | Belmontois    | 16,06            | 255 (2022)                        | 16                 |
| Champagne-sur-Loue | 39095      | Champoigneux  | 3,77             | 121 (2022)                        | 32                 |
| Chatelay           | 39117      |               | 13,07            | 100 (2022)                        | 7,7                |
| Chissey-sur-Loue   | 39149      |               | 38,56            | 322 (2022)                        | 8,4                |
| Cramans            | 39176      | Cramantiers   | 8,13             | 517 (2022)                        | 64                 |
| Écleux             | 39206      | Écleusiens    | 6,2              | 217 (2022)                        | 35                 |
| Germigney          | 39249      |               | 5,44             | 77 (2022)                         | 14                 |
| Grange-de-Vaivre   | 39259      | Grangeats     | 1,74             | 45 (2022)                         | 26                 |
| La Loye            | 39305      | Logiens       | 19,56            | 537 (2022)                        | 27                 |
| Mont-sous-Vaudrey  | 39365      | Moniers       | 14,86            | 1 302 (2022)                      | 88                 |
| Montbarrey         | 39350      |               | 9,7              | 306 (2022)                        | 32                 |
| Mouchard           | 39370      | Muscadiens    | 6,18             | 1 094 (2022)                      | 177                |
| Ounans             | 39399      |               | 12,19            | 330 (2022)                        | 27                 |
| Pagnoz             | 39403      | Pagnolis      | 3,29             | 217 (2022)                        | 66                 |
| Port-Lesney        | 39439      | Lénipontains  | 10,91            | 539 (2022)                        | 49                 |
| Santans            | 39502      | Ninaneux      | 16,52            | 275 (2022)                        | 17                 |
| Souvans            | 39520      |               | 19,66            | 519 (2022)                        | 26                 |
| Vaudrey            | 39546      | Vaudrions     | 17,87            | 351 (2022)                        | 20                 |
| La Vieille-Loye    | 39559      | Vieilogiens   | 9,19             | 395 (2022)                        | 43                 |
| Villeneuve-d'Aval  | 39565      | Villanovis    | 3,99             | 96 (2022)                         | 24                 |
| Villers-Farlay     | 39569      |               | 10,04            | 649 (2022)                        | 65                 |

## Démographie
| 1968  | 1975  | 1982  | 1990  | 1999  | 2010  | 2015  | 2021  |
| ----- | ----- | ----- | ----- | ----- | ----- | ----- | ----- |
| 7 423 | 7 240 | 7 492 | 7 774 | 8 002 | 9 115 | 9 204 | 9 069 |

## Compétences
Les compétences définies en 2009 sont les suivantes :
- Patrimoine communautaire et infrastructures (zones d'activités, bâtiments économiques, boulodrome ...)
- Développement touristique (sentiers de randonnées, patrimoine historique, signalétique ...)
- Développement économique (appui aux entreprises, mise en valeur des activités économiques ...)
- Affaires culturelles (médiathèques, école de musique, écran mobile ...)
- Action sociale et logement (accompagnement social, relais d'accueil et de services, pass foncier, OPAH ...)
- Assainissement (traitement collectif des eaux usées, SPANC ...)
- Enfance, jeunesse et vie associative (accueils de loisirs, cantines, accompagnement des associations, petite enfance ...)
- Environnement et cadre de vie (Contrat de rivière Loue, entretiens de cours d'eau, biodiversité, fleurissement ...)
- Aménagement de l’espace communautaire, des technologies numériques et de la communication (SIG, numérisation du territoire, Point-visio-service ...)
- Finances et budget

## Administration

### Présidence
| Période                                  | Période  | Identité           | Étiquette | Qualité           |
| ---------------------------------------- | -------- | ------------------ | --------- | ----------------- |
| 1994                                     | 2014     | Jean-Marie Sermier | LR        | Maire de Cramans  |
| 2014                                     | 2020     | Michel Rochet      | DVD       | Maire de Mouchard |
| 2020                                     | En cours | Étienne Rougeaux   | LR        | Maire d'Écleux    |
| Les données manquantes sont à compléter. |          |                    |           |                   |

## Sources
- La base Aspic (Accès des services publics aux informations sur les collectivités) pour le département du Jura
- [PDF] La Communauté de communes du Val d'Amour sur la base Banatic (Base nationale d'informations sur l'intercommunalité)